# Heterosminthurus claviger
Heterosminthurus claviger is een springstaartensoort uit de familie van de Bourletiellidae. De wetenschappelijke naam van de soort is voor het eerst geldig gepubliceerd in 1958 door Gisin.